# Rajmachi
Rajmachi (Terrassa reial) és un petit poble a les escarpades muntanyes de Sahyadri. districte de Poona, estat de Maharashtra, Índia. Hi ha dos forts que van ser construïts per l'emperador Shivaji durant el segle 17. És un lloc famós per fer trekking. Hi ha un fort molt famós situat prop de dos famosos turons de Maharashtra, Lonavala i Khanadala

## Història
La primera notícia de Rajmachi és quan la fortalesa fou conquerida per Sivaji el 1648. El 1713 la fortalesa es va rendir a Angria que el 1730 la va cedir al peshwa Baji Rao I (1721-1740). El 1776 l'impostor Sadoba, un braman kanaujia que es feia dir Sadashiv Rao Bhau, es va apoderar de gran part del Konkan i va arribar al pas de Bor on va trobar oposició però finalment el va poder passar i llavors la fortalesa de Rajmachi li va oferir la seva rendició. Els ministres de Poona el van distreure amb preteses ofertes de submissió fins que sobtadament dos oficials marathes el van atacar a traïció a la vora de la fortalesa i el van obligar a retirar-se cap al Konkan. El 1818 el fort es va rendir als britànics sense resistència.